# Hoa hậu Hoàn vũ 2001
Hoa hậu Hoàn vũ 2001 là cuộc thi Hoa hậu Hoàn vũ lần thứ 50 được tổ chức vào ngày 11 tháng 5 năm 2001 tại Sân vận động Rubén Rodríguez, Bayamón, Puerto Rico. Có tất cả 77 thí sinh đã tham gia cuộc thi. Người chiến thắng là hoa hậu của nước chủ nhà Puerto Rico, Denise Quiñones được trao vương miện bởi Hoa hậu Hoàn vũ 2000 Lara Dutta đến từ Ấn Độ.

## Kết quả

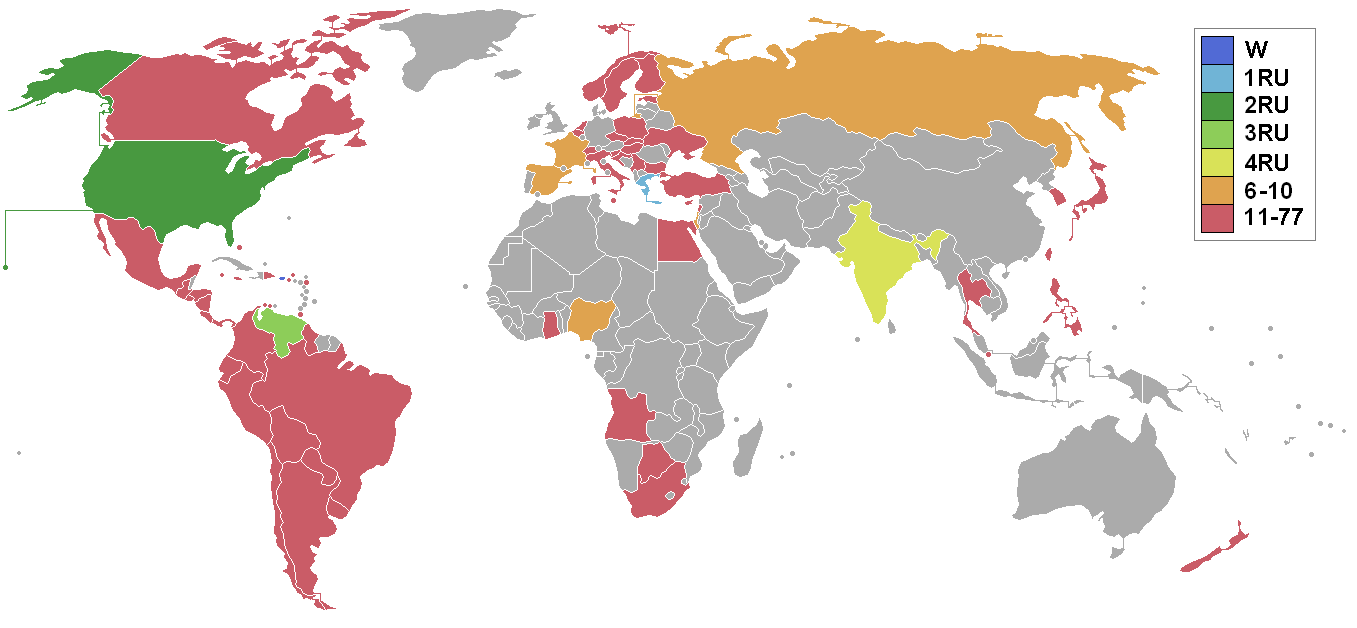
Các quốc gia và lãnh thổ tham gia Hoa hậu Hoàn vũ 2001 và kết quả.

### Thứ hạng
| Kết quả              | Thí sinh |
| -------------------- | --- |
| Hoa hậu Hoàn vũ 2001 | - Puerto Rico – Denise Quiñones                                                                                              |
| Á hậu 1              | - Hy Lạp – Evelina Papantoniou                                                                                               |
| Á hậu 2              | - Hoa Kỳ – Kandace Krueger                                                                                                   |
| Á hậu 3              | - Venezuela – Eva Ekvall †                                                                                                   |
| Á hậu 4              | - Ấn Độ – Celina Jaitley |
| Top 10               | - Pháp – Élodie Gossuin - Israel – Ilanit Levy - Nigeria – Agbani Darego - Nga – Oksana Kalandyrets - Tây Ban Nha – Eva Sisó |

### Thứ tự gọi tên
| 1. Tây Ban Nha 2. Venezuela 3. Nigeria 4. Israel 5. Hy Lạp 6. Ấn Độ 7. Nga 8. Hoa Kỳ 9. Pháp 10. Puerto Rico | 1. Ấn Độ 2. Venezuela 3. Puerto Rico 4. Hy Lạp 5. Hoa Kỳ |

### Chung kết
| \| Quốc gia/Vùng lãnh thổ \| Áo tắm \| Dạ hội \| Trung bình \| \| ---------------------- \| --------- \| --------- \| ---------- \| \| Puerto Rico \| 9.61 (1) \| 9.74 (1) \| 9.675 (1) \| \| Hy Lạp \| 9.45 (2) \| 9.66 (2) \| 9.555 (2) \| \| Hoa Kỳ \| 9.37 (3) \| 9.45 (4) \| 9.410 (3) \| \| Venezuela \| 9.23 (5) \| 9.52 (3) \| 9.375 (4) \| \| Ấn Độ \| 9.28 (4) \| 9.35 (6) \| 9.315 (5) \| \| Tây Ban Nha \| 9.16 (6) \| 9.41 (5) \| 9.285 (6) \| \| Nigeria \| 9.10 (7) \| 9.33 (7) \| 9.215 (7) \| \| Israel \| 9.03 (9) \| 9.26 (8) \| 9.145 (8) \| \| Nga \| 9.00 (10) \| 9.14 (9) \| 9.070 (9) \| \| Pháp \| 9.10 (7) \| 8.99 (10) \| 9.045 (10) \| | Hoa hậu Á hậu 1 Á hậu 2 Á hậu 3 Á hậu 4 Top 10 (#) Xếp hạng ở mỗi phần thi |           |            |
| Quốc gia/Vùng lãnh thổ | Áo tắm                                                                     | Dạ hội    | Trung bình |
| Puerto Rico | 9.61 (1)                                                                   | 9.74 (1)  | 9.675 (1)  |
| Hy Lạp | 9.45 (2)                                                                   | 9.66 (2)  | 9.555 (2)  |
| Hoa Kỳ | 9.37 (3)                                                                   | 9.45 (4)  | 9.410 (3)  |
| Venezuela | 9.23 (5)                                                                   | 9.52 (3)  | 9.375 (4)  |
| Ấn Độ | 9.28 (4)                                                                   | 9.35 (6)  | 9.315 (5)  |
| Tây Ban Nha | 9.16 (6)                                                                   | 9.41 (5)  | 9.285 (6)  |
| Nigeria | 9.10 (7)                                                                   | 9.33 (7)  | 9.215 (7)  |
| Israel | 9.03 (9)                                                                   | 9.26 (8)  | 9.145 (8)  |
| Nga | 9.00 (10)                                                                  | 9.14 (9)  | 9.070 (9)  |
| Pháp | 9.10 (7)                                                                   | 8.99 (10) | 9.045 (10) |

## Các giải thưởng đặc biệt
| Giải thưởng                 | Thí sinh                        |
| --------------------------- | ------------------------------- |
| Hoa hậu Thân thiện          | - Bahamas – Nakera Simms        |
| Hoa hậu Ảnh                 | - Puerto Rico – Denise Quiñones |
| Trang phục dân tộc đẹp nhất | - Hàn Quốc – Kim Sa-rang        |

## Hội đồng giám khảo
- Dayanara Torres – Hoa hậu Hoàn vũ 1993 đến từ Puerto Rico
- Mini Anden – Người mẫu Thụy Điển
- Kel Gleason – Thí sinh chương trình thực tế Survivor - Kẻ Sống Sót
- Marc Bouwer – Nhà thiết kế thời trang
- Veronica Webb – Người mẫu người Mỹ
- Richard Johnson – Nhà báo của tờ "New York Post"
- Tyson Beckford – Người mẫu nam
- Marc Anthony – Ca sĩ người Puerto Rico

## Thí sinh tham gia
| Quốc gia/Vùng lãnh thổ   | Thí sinh                    |
| ------------------------ | --------------------------- |
| Angola                   | Hidianeth Cussema           |
| Antigua và Barbuda       | Janil Bird                  |
| Argentina                | Romina Incicco              |
| Aruba                    | Denise Balinge              |
| Bahamas                  | Nakera Simms                |
| Bỉ                       | Dina Tersago                |
| Bolivia                  | Claudia Arano               |
| Botswana                 | Mataila Sikwane             |
| Brazil                   | Juliana Borges              |
| Quần đảo Virgin (Anh)    | Kacy Frett                  |
| Bulgaria                 | Ivaila Bakalova             |
| Canada                   | Cristina Rémond             |
| Quần đảo Cayman          | Jacqueline Bush             |
| Chile                    | Carolina Gámez              |
| Colombia                 | Andrea María Noceti         |
| Costa Rica               | Paola Calderon Hutt         |
| Croatia                  | Maja Cecić-Vidoš            |
| Curaçao                  | Fatima St. Jago             |
| Síp                      | Stella Demetriou            |
| Cộng hòa Séc             | Petra Kocarova              |
| Cộng hòa Dominica        | Claudia Cruz de los Santos  |
| Ecuador                  | Jessica Bermudez            |
| Ai Cập                   | Sarah Shaheen               |
| El Salvador              | Grace Marie Zabaneh         |
| Estonia                  | Inna Roos                   |
| Phần Lan                 | Heidi Willman               |
| Pháp                     | Élodie Gossuin              |
| Đức                      | Claudia Bechstein           |
| Ghana                    | Precious Agyare             |
| Hy Lạp                   | Evelina Papantoniou         |
| Guatemala                | Rosa María Castañeda        |
| Honduras                 | Olenka Fuschich             |
| Hungary                  | Agnes Helbert               |
| Ấn Độ                    | Celina Jaitley              |
| Ireland                  | Lesley Turner               |
| Israel                   | Ilanit Levy                 |
| Ý                        | Stefania Maria              |
| Jamaica                  | Zahra Burton                |
| Nhật Bản                 | Misao Arauchi               |
| Hàn Quốc                 | Kim Sa-rang                 |
| Liban                    | Sandra Rizk                 |
| Malaysia                 | Tung Mei Chin               |
| Malta                    | Rosalie Thewma              |
| Mexico                   | Jacqueline Bracamontes      |
| Hà Lan                   | Reshma Roopram              |
| New Zealand              | Kateao Nehua                |
| Nicaragua                | Ligia Cristina Argüello Roa |
| Nigeria                  | Agbani Darego               |
| Quần đảo Bắc Mariana     | Janet King                  |
| Na Uy                    | Linda Marshall              |
| Panama                   | Ivette Cordovez Usuga       |
| Paraguay                 | Rosmary Brítez              |
| Perú                     | Viviana Rivasplata          |
| Philippines              | Zorayda Ruth Andam          |
| Ba Lan                   | Monika Gruda                |
| Bồ Đào Nha               | Telma Santos                |
| Puerto Rico              | Denise Quiñones             |
| Nga                      | Oksana Kalandyrets          |
| Singapore                | Jaime Teo                   |
| Slovakia                 | Zuzana Basturova            |
| Slovenia                 | Minka Alagič                |
| Nam Phi                  | Jo-Ann Strauss              |
| Tây Ban Nha              | Eva Sisó                    |
| Thụy Điển                | Malin Olsson                |
| Thụy Sĩ                  | Mahara McKay                |
| Đài Loan                 | Giang Hân Đình              |
| Thái Lan                 | Warinthorn Padungvithee     |
| Trinidad và Tobago       | Alexia Charlerie            |
| Thổ Nhĩ Kỳ               | Sedef Avcı                  |
| Quần đảo Turks và Caicos | Shereen Novie Gardiner      |
| Ukraine                  | Yuliya Linova               |
| Uruguay                  | Carla Piaggio               |
| Hoa Kỳ                   | Kandace Krueger             |
| Quần đảo Virgin (Mỹ)     | Lisa Hasseba Wynne          |
| Venezuela                | Eva Ekvall †                |
| Nam Tư                   | Ana Janković                |
| Zimbabwe                 | Tsungai Muswerakuenda       |

## Chú ý

### Lần đầu tham gia
- Slovenia

### Trở lại
- Lần cuối tham gia vào năm 1979:
  -  Antigua và Barbuda
- Lần cuối tham gia vào năm 1999:
  -  Curaçao
  -  Nicaragua
  -  Quần đảo Bắc Mariana
  -  Thổ Nhĩ Kỳ
  -  Quần đảo Virgin (Mỹ)

### Bỏ cuộc
- Úc
- Belize
- Đan Mạch
- Anh Quốc
- Guam
- Hồng Kông
- Mauritius
- Namibia
- Saint Martin

### Thay thế
- Ba Lan – Người chiến thắng trong cuộc thi Hoa hậu Ba Lan 2001 (Miss Polonia), Joanna Drozdowska không tham gia cuộc thi vì lí do cá nhân. Tổ chức Hoa hậu Ba Lan đã quyết định chọn Malgorzata Rozniecka, Á hậu 1 của cuộc thi để tham gia. Tuy nhiên vì vướng bận việc học nên cô đã không tham gia và Ban Tổ chức đã chọn một thí sinh khác là Monika Gruda tham gia thay thế. Cuối tháng 9, Malgorzata Rozniecka tham gia và giành chiến thắng trong cuộc thi Hoa hậu Quốc tế 2001 được tổ chức tại Nhật Bản.
- Tây Ban Nha – Hoa hậu Tây Ban Nha 2001, Lorena van Heerde Ayala, không thể tham gia cuộc thi vì cô chưa đủ tuổi (17 tuổi). Á hậu 1 là Eva Sisó đã thay thế cô tham gia. Lorena được cho là sẽ tham gia cuộc thi Hoa hậu Hoàn Vũ 2002, nhưng sau khi một mối đe dọa chống lại Tổ chức Hoa hậu Tây Ban Nha của gia đình cô[1] do vi phạm hợp đồng của cô với Tổ chức nên Lorena đã cắt đứt quan hệ với tổ chức và mất quyền đại diện cho Tây Ban Nha tham gia bất kỳ cuộc thi quốc tế nào[2].
- Nga – Tổ chức Hoa hậu Hoàn vũ đã mời Hoa hậu Nga 2001, Oxana Fedorova tham gia cuộc thi. Nhưng Fedorova cho biết cô không thể tham gia vì vướng bận việc học của mình và nói rằng cô sẽ tham gia trong năm 2002. Á hậu 1 cuộc thi Hoa hậu Nga 2001 là Oxana Kalandyrets đã tham gia thay thế và lọt vào Top 10 vòng chung kết. Fedorova sau đó đã tham gia và giành chiến thắng trong cuộc thi Hoa hậu Hoàn vũ 2002, nhưng chỉ sau 4 tháng cô bị truất ngôi và được thay thế ngôi vị bằng Á hậu 1 Justine Pasek đến từ Panama[3].

### Không tham gia
- Việt Nam – Hoa hậu Toàn quốc Báo Tiền Phong 2000 Phan Thu Ngân được ngỏ lời mời tham gia cuộc thi năm nay nhưng cô đã từ chối.

## Thông tin cuộc thi

### Ghi nhận lịch sử
- Nigeria lần đầu tiên có đại diện lọt vào bán kết và xếp thứ 7 chung cuộc. Đặc biệt hơn, thí sinh của Nigeria là Agbani Darego đã đăng quang Hoa hậu Thế giới cùng năm.
- Slovenia lần đầu tiên tham gia Hoa hậu Hoàn vũ.
- Đại diện của Pháp (xếp thứ 10) Elodie Gossuin đã chiến thắng cuộc thi Hoa hậu châu Âu cùng năm.
- Hoa Kỳ, Venezuela, Ấn Độ, Tây Ban Nha và Pháp cũng lọt vào bán kết cuộc thi Hoa hậu Hoàn vũ 2000.
- Israel lần cuối lọt vào bán kết vào năm 1978, Hy Lạp vào năm 1994, Nga vào năm 1998 và Puerto Rico vào năm 1999.
- Hy Lạp đạt vị trí thứ hạng cao nhất kể từ khi Corinna Tsopei chiến thắng năm 1964.
- Đây là lần đầu tiên kể từ Hoa hậu Hoàn vũ 1997 mà hoa hậu chiến thắng là hoa hậu nước chủ nhà.

### Thông tin cuộc thi
- Cuộc thi Trang phục truyền thống của các thí sinh được trình diễn theo hình thức phân chia các khu vực địa lí của năm 1989.

### Thông tin thí sinh
- Brazil – Juliana Borges đã bị chỉ trích sau khi công khai thừa nhận với phương tiện truyền thông đại chúng rằng cô đã trải qua mười chín cuộc phẫu thuật thẩm mĩ. Cô nói rằng "Nó giống như là việc bạn học cho một kỳ thi toán và bạn được điểm tốt... bạn học và bạn làm việc chăm chỉ để có cơ thể hoàn hảo". Bất chấp sự phản đối kịch liệt của công chúng, cô vẫn được phép tham gia cuộc thi[4].
- Pháp – Elodie Gossuin sau đó đã tham gia và giành chiến thắng tại cuộc thi Hoa hậu châu Âu 2001. Cô phải đối mặt với vấn đề gây tranh cãi khi có tin đồn rằng cô là người chuyển giới, nhưng cô đã phủ nhận và bác bỏ điều này. Một cuộc kiểm tra y tế đã xác nhận rằng cô là phụ nữ sinh ra tự nhiên[5][6][7].
- Nga – Oxana Kalandyrets đã mặc bộ váy dạ hội giống như bộ của Anna Baytchik, đại diện Nga tại Hoa hậu Hoàn vũ 1997 mặc trong vòng sơ khảo.
- Venezuela – Eva Ekvall đã qua đời vào ngày 17 tháng 12 năm 2011 vì căn bệnh ung thư ngực. Cô mất năm 28 tuổi.